# Mont Guyon
Pour les articles homonymes, voir Guyon.
Le mont Guyon est le point culminant du chaînon Warren, à 2 541 mètres d'altitude, en terre Victoria, dans la chaîne Transantarctique.
Il est d'abord nommé « mont Warren » puis, afin d'éviter la confusion avec une montagne homonyme, rebaptisé mont Guyon en l'honneur de Guyon Warren, un membre de l'équipe néo-zélandaise de l'expédition Fuchs-Hillary qui le découvre en 1957.